# Seconda guerra in Ossezia del Sud
La seconda guerra in Ossezia del Sud, nota anche come guerra dei cinque giorni, guerra d'agosto o guerra russo-georgiana, è stato un conflitto armato tra lo schieramento separatista guidato dalla Russia e dalle repubbliche di Ossezia del Sud e Abcasia e la Georgia. Esso ebbe luogo nell'agosto 2008 dopo un periodo di peggioramento delle relazioni tra Russia e Georgia, entrambe ex Repubbliche dell'Unione Sovietica. I combattimenti avvennero nella regione strategicamente importante della Transcaucasia.
È ritenuta la prima guerra europea del XXI secolo. Benché la Russia abbia motivato ufficialmente la sua azione militare con la tutela dell'autodeterminazione degli osseti del sud e degli abcasi, il conflitto è considerato da molti analisti di geopolitica come il tentativo di Vladimir Putin di ampliare la ridotta sfera di influenza post-sovietica russa con l'esercizio della forza bruta, progetto proseguito nel 2014 con l'unilaterale annessione della Crimea alla Russia e successivamente con l'invasione russa dell'Ucraina del 2022.
Nel 2021 la Corte europea dei diritti dell'uomo ha accusato la Russia di violazioni dei diritti umani nelle regioni separatiste ancora occupate.

## Storia

### Antefatti
La Repubblica Socialista Sovietica Georgiana dichiarò la sua indipendenza all'inizio del 1991 con la dissoluzione dell'Unione Sovietica. In questo contesto la prima guerra in Ossezia del Sud del 1991-92 combattuta tra Georgia ed i territori separatisti lasciò parti dell'ex "oblast' autonoma dell'Ossezia del Sud" sovietico de facto sotto il controllo dei separatisti sostenuti dalla Russia ma non riconosciuti a livello internazionale. Dopo gli scontri armati, una forza congiunta di peacekeeping, composta da truppe georgiane, russe ed ossete, rimase di stanza nel territorio. Una situazione di stallo simile si sviluppò nella regione dell'Abcasia, dove i separatisti abcasi erano scesi in guerra contro la Georgia nel 1992–1993.

### Conflitto russo-georgiano

La situazione in Georgia prima del conflitto.

Dopo l'elezione di Vladimir Putin come Presidente della Federazione Russa nel 2000, e un democratico cambio di potere pro-occidentale in Georgia nel 2003, le relazioni tra i due Stati hanno cominciato a deteriorarsi, raggiungendo una piena crisi diplomatica in aprile 2008.
Il 20 aprile, un drone georgiano che sorvolava l'Abcasia è stato abbattuto da un aereo da guerra russo. Tuttavia, la Russia ha negato la responsabilità dell'incidente e l'Abcasia ha rivendicato l'abbattimento come compiuto da "un aereo L-39 dell'aeronautica militare abcasa". L'ambasciatore russo presso la NATO, Dmitry Rogozin, ha attribuito la responsabilità a un MiG-29 dell'Alleanza Atlantica. L'allora segretario generale della NATO Jaap de Hoop Scheffer ha commentato negando le accuse. Il 26 maggio, un'inchiesta dell'UNOMIG ha concluso che un aereo da guerra russo, un MiG-29 o un Su-27, era stato responsabile dell'abbattimento.
Agli inizi di luglio la situazione in Ossezia del Sud inizia ad aggravarsi con un deciso aumento della violenza: il 3 luglio viene ucciso un ufficiale della milizia separatista, poche ore dopo vi è un fallito attentato contro Dmitry Sanakoyev, leader del governo osseto sostenuto dalla Georgia, che porta al ferimento di diversi ufficiali della polizia georgiana, seguiranno nelle settimane successive diverse scaramucce tra le due parti.
Alle 8:00 del 1º agosto 2008, un ordigno esplosivo improvvisato esplode al passaggio di un camion della polizia georgiana sulla strada che porta alla enclave georgiana di Tskhinvali  ferendo cinque agenti di polizia. In rappresaglia alle 18.17 i cecchini georgiani sparano sulle postazioni di frontiera osseta, uccidendo quattro osseti e ferendone sette. La maggior parte dei rapporti attribuisce agli osseti del sud la responsabilità di aver istigato l'esplosione della bomba, aprendo così le ostilità.
Lo stesso giorno, i separatisti filo-russi dell'Ossezia del Sud hanno iniziato a bombardare intensivamente i villaggi georgiani, con una risposta sporadica da parte delle forze di mantenimento della pace georgiane nell'area. Gli attacchi di artiglieria da parte dei separatisti hanno infranto l'accordo di cessate il fuoco del 1992, firmato a Soči, in Russia e costretto le forze di pace e i militari georgiani nella regione a rispondere al fuoco. Il 3 agosto, il viceministro della difesa russo Nikolay Pankov ha avuto un incontro segreto con le autorità separatiste a Tskhinvali.
Il 7 agosto, il Presidente georgiano Saakashvili ha annunciato un cessate il fuoco unilaterale e un ordine di non risposta agli attacchi. I separatisti hanno continuato gli attacchi, bombardando Tamarasheni e Prisi. Hanno raso al suolo Avnevi e un edificio della polizia a Kurta, il centro dell'entità amministrativa provvisoria dell'Ossezia del Sud. I crescenti assalti hanno costretto i civili georgiani a fuggire dalle loro case.
Per porre fine agli attacchi osseti e ristabilire l'ordine, le Forze Terrestri georgiane sono state inviate nella zona di conflitto in Ossezia del Sud la notte tra il 7 e l'8 agosto. In base al rapporto della commissione d'inchiesta indipendente istituita dall'Unione europea, presieduta dalla diplomatica svizzera Heidi Tagliavini, la mobilitazione delle forze georgiane, portate a un punto di rottura dopo le continue provocazioni reciproche, ha portato il conflitto su più vasta scala. I georgiani hanno preso il controllo della maggior parte di Tskhinvali, un baluardo separatista, in poche ore.
Reparti delle Forze armate della Federazione Russa, non appartenenti alla forza congiunta di peacekeeping, avevano già illegalmente attraversato il confine russo-georgiano, passando per il tunnel di Roki, ed erano avanzati in Ossezia del Sud il 7 agosto stesso, prima ancora della risposta militare georgiana. La Russia ha accusato la Georgia di "aggressione contro l'Ossezia del Sud" e l'8 agosto ha lanciato un'invasione terrestre, aerea e marittima su vasta scala nello Stato georgiano con il pretesto di un'operazione di peace-enforcement. Le forze russe e dell'Ossezia del Sud hanno combattuto le forze georgiane dentro e intorno alla regione separatista per diversi giorni, fino a quando le forze georgiane si sono ritirate. Le forze russe e abcase hanno aperto un secondo fronte attaccando la gola di Kodori, controllata dalla Georgia. La Marina militare russa ha bloccato parte della costa georgiana mentre l'aviazione russa ha attaccato obiettivi oltre la zona di conflitto, in parti della Georgia non soggette a dispute territoriali. Questo è stato il primo scontro militare nella storia in cui la guerra cibernetica è stata condotta insieme con l'azione militare. Durante e dopo il conflitto è stata utilizzata anche la tecnica dell'information warfare.

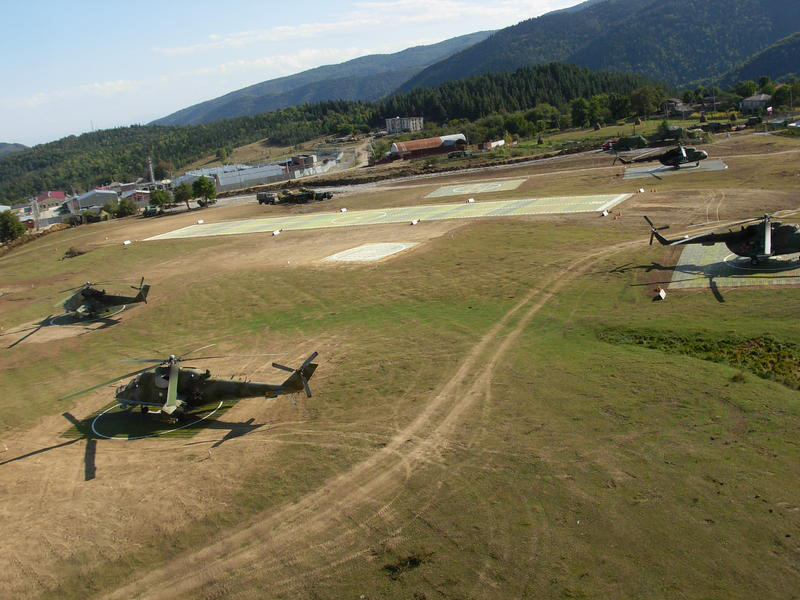
Le forze russe sono rimaste in Ossezia del Sud dopo il conflitto, inclusa la base di Java, violando il cessate il fuoco del 12 agosto

Il 12 agosto, Nicolas Sarkozy, Presidente della Repubblica francese e capo di Stato di turno alla presidenza del Consiglio dell'Unione europea, ha negoziato un accordo di cessate il fuoco.
Le forze russe hanno occupato temporaneamente le città georgiane di Zugdidi, Senak'i, Poti e Gori, trattenendosi in queste aree oltre il cessate il fuoco. Gli osseti hanno distrutto la maggior parte dei villaggi georgiani nell'Ossezia del Sud e sono stati responsabili di una pulizia etnica ai danni della popolazione georgiana. Prima di ritirarsi con il cessate il fuoco, le truppe russe smantelleranno tutte le installazioni militari georgiane nei territori esterni all'Ossezia del Sud.
Il 26 agosto la Russia ha riconosciuto l'indipendenza dell'Abcasia e dell'Ossezia del Sud dalla Georgia e il governo georgiano ha interrotto le relazioni diplomatiche con la Russia. La Russia ha completato il ritiro della maggior parte delle sue truppe dai territori della Georgia non soggetti a dispute l'8 ottobre e le sue relazioni internazionali con gli altri paesi sono rimaste in gran parte invariate.
La guerra ha provocato 192 000 sfollati e sebbene molti siano tornati alle loro case dopo il conflitto, 20 272 persone, per lo più di etnia georgiana, sono rimaste sfollate fino al 2014. Dopo la guerra, la Russia ha continuato a occupare l'Abcasia e l'Ossezia del Sud in violazione dell'accordo di cessate il fuoco del 12 agosto 2008.
Nel 2021, la Corte europea dei diritti dell'uomo ha stabilito che la Russia mantiene il "controllo diretto" sulle regioni separatiste ed è responsabile di gravi violazioni dei diritti umani che si verificano nelle regioni.

## Reazioni internazionali
Le reazioni internazionali alla seconda guerra in Ossezia del Sud hanno coinvolto molti Stati, organizzazioni non governative e altre entità. La guerra ha avuto un notevole impatto umanitario e ha colpito i mercati finanziari di Russia e Georgia.
La maggior parte dei paesi spettatori ha auspicato a una risoluzione pacifica, esigendo il rispetto dell'integrità territoriale della Georgia. Alcuni hanno sostenuto l'intervento russo e l'indipendenza di Abcasia e Ossezia del Sud.
- Organizzazione delle Nazioni Unite - Il 7 agosto, l'allora segretario generale delle Nazioni Unite Ban Ki-moon ha espresso grave preoccupazione per l'escalation della violenza e ha esortato tutte le parti "ad astenersi da qualsiasi azione che potrebbe mettere ulteriormente a repentaglio la situazione e minacciare la stabilità nella regione".[60]
- Unione europea - Il Presidente della Repubblica francese Nicolas Sarkozy, capo di Stato di turno alla presidenza del Consiglio dell'Unione europea, ha annunciato con il Presidente degli Stati Uniti d'America George W. Bush che entrambi i paesi avrebbero spedito una delegazione per negoziare un cessate il fuoco.[61]
- Organizzazione del Trattato dell'Atlantico del Nord - È stata pubblicata la dichiarazione ufficiale del segretario generale della NATO sul sito dell'alleanza: «Il segretario generale della NATO, Jaap de Hoop Scheffer, è seriamente preoccupato dagli eventi che stanno accadendo nella regione georgiana dell'Ossezia del Sud. L'alleanza sta seguendo da vicino la situazione».[62]
- Argentina - Il Ministro degli esteri argentino ha rilasciato una dichiarazione nella quale afferma che il Governo dell'Argentina deplora la violenza e esorta le parti coinvolte a evitare qualsiasi tipo di escalation che possa peggiorare il conflitto, con la speranza che la pace possa essere immediatamente ripristinata nella regione.[63]
- Azerbaigian - Un portavoce di Khazar Ibrahim, Ministro degli esteri dell'Azerbaigian, ha riportato che "le azioni georgiane si sono svolte in pieno accordo con le leggi internazionali e che l'Azerbaigian riconosce l'integrità territoriale della Georgia".[64]
- Brasile - Il Ministro degli esteri brasiliano ha rilasciato la seguente dichiarazione: «Il governo brasiliano segue con seria preoccupazione l'escalation di violenza nell'Ossezia del Sud ed è rattristato per la perdita di vite nel conflitto. Il Brasile deplora l'uso della violenza e supporta la soluzione pacifica delle controversie. Il Brasile incita le parti al dialogo per un immediato cessate il fuoco e per una riconciliazione in modo da ripristinare la pace e la sicurezza nella regione».[65]
- Cina - Un portavoce del Ministro degli esteri della Repubblica popolare cinese, Qin Gang, ha dichiarato: «La Cina invita le parti interessate a mantenere la moderazione e a cessare il fuoco immediatamente».[66]
- Rep. Ceca - Il Ministro degli esteri della Repubblica Ceca ha espresso la profonda preoccupazione del suo paese per gli eventi in corso, richiedendo alle parti coinvolte la fine delle ostilità e augurandosi un intervento della comunità internazionale.[67]
- Cuba - Il Presidente di Cuba, Raúl Castro, ha accusato gli Stati Uniti d'America di complicità con la Georgia e affermato che: «È falso dire che la Georgia sta difendendo la sua sovranità nazionale. La Repubblica autonoma dell'Ossezia del Sud è storicamente parte della Russia».[68]
- Danimarca - Il primo ministro Anders Fogh Rasmussen ha condannato l'aggressione russa, affermando: «Sosteniamo fermamente che la sovranità georgiana sia rispettata. Non ci sono soluzioni militari. C'è una sola soluzione: i negoziati diplomatici. Il conflitto nella regione di confine non giustifica l'aggressione russa».[69]
- Germania - Il Ministro degli esteri tedesco Frank-Walter Steinmeier ha dichiarato di essere scioccato dall'escalation di violenza e ha chiesto la fine immediata dei combattimenti.[70]
- Islanda - Il Ministro degli esteri islandese Ingibjörg Sólrún Gísladóttir ha espresso grandi preoccupazioni riguardo al conflitto e alle condizioni dei civili.[71]
- Italia - Il Ministero degli affari esteri e della cooperazione internazionale, nella persona di Franco Frattini, ha dichiarato: «Non possiamo creare una coalizione anti-russa in Europa, e su questo punto siamo vicini alle posizioni di Putin».[72]
- Norvegia - Il primo ministro norvegese Jens Stoltenberg ha detto: «Riconosciamo la sovranità della Georgia. Questo conflitto dovrebbe essere gestito a un tavolo dei negoziati, non sui campi di battaglia».[73]
- Romania - Traian Băsescu, Presidente della Romania, ha dichiarato: «La Romania riafferma il bisogno di rispettare la sovranità e l'integrità territoriale della Georgia. La Romania invita tutte le parti a mostrare responsabilità e a cessare le ostilità immediatamente in modo da creare le condizioni per delle negoziazioni che possano garantire pace e stabilità nella regione».[74]
- Regno Unito - Il Foreign Office britannico ha dichiarato di monitorare continuamente gli sviluppi in Georgia seguendo le notizie dei pesanti scontri fra le forze georgiane e i separatisti sud osseti, affermando: «Incoraggiamo un immediato cessate il fuoco nei combattimenti in Sud Ossezia a favore di un dialogo diretto fra le parti coinvolte. L'offerta di un cessate il fuoco da parte del governo georgiano è la benvenuta. Ora guardiamo al governo russo che accetti l'offerta e si accordi per un immediato cessate il fuoco, in linea con i suoi impegni internazionali per rispettare l'integrità territoriale della Georgia».[75]
- Turchia - Il primo ministro turco Recep Tayyip Erdoğan in una nota ha affermato che: «I combattimenti sono una grave preoccupazione per la Turchia, paese confinante con la Georgia». Erdogan ha chiesto un immediato cessate il fuoco.[76] La Turchia ha accettato la richiesta di supporto della Georgia per una fornitura di 340 MW di elettricità.[77]
- Città del Vaticano - Papa Benedetto XVI ha espresso la speranza che "le azioni militari cessino immediatamente e che i due Stati si astengano, in nome della loro eredità cristiana, da futuri conflitti e violenze".[78]

### Esplicative
1. ↑  L'Ossezia del Sud è un Paese a status dibattuto. Autoproclamatosi de facto indipendente, è riconosciuto solo da pochi altri Paesi. La maggior parte dei Paesi considera l'Ossezia del Sud de iure come parte del territorio della Georgia.
2. ↑  L'Abcasia è oggetto di una disputa territoriale tra l'autoproclamata Repubblica di Abcasia e la Georgia. La Repubblica dell'Abcasia ha de facto dichiarato unilateralmente l'indipendenza il 23 luglio 1992, ma la Georgia continua a rivendicarla come parte del proprio territorio sovrano e la designa come territorio occupato dalla Russia. L'Abcasia ha ricevuto il riconoscimento formale come Stato sovrano da 7 dei 193 Stati membri delle Nazioni Unite, successivamente ridotti a sei.

### Fonti
1. ↑  (EN) Russian-backed paramilitaries 'ethnically cleansing villages', su The Times, 27 agosto 2008. URL consultato il 31 marzo 2021 (archiviato dall'url originale il 27 agosto 2008).
2. ↑  (EN) Kodori Gorge Refugees in Limbo, su Institute for War and Peace Reporting, 22 gennaio 2009. URL consultato il 31 marzo 2021 (archiviato dall'url originale l'11 ottobre 2014).
3. ↑  (EN) Statement by President of Russia Dmitry Medvedev, su Governo della Federazione Russa, 26 agosto 2008. URL consultato il 31 marzo 2021 (archiviato dall'url originale il 2 settembre 2008).
4. ↑  (EN) Russian troops to stay in Abkhazia and South Ossetia, su The Guardian, 9 settembre 2008. URL consultato il 31 marzo 2021.
5. 1 2  (EN) Lessons and losses of Georgia's five-day war with Russia, su The Jamestown Foundation, 26 settembre 2008. URL consultato il 31 marzo 2021.
6. ↑   George T. Donovan Jr, Russian Operational Art in the Russo-Georgian War of 2008, 2009,  p. 11.
7. ↑  (EN) The August War between Russia and Georgia, su Moscow Defence Brief. Centre for Analysis of Strategies and Technologies, 2009. URL consultato il 31 marzo 2021 (archiviato dall'url originale il 16 aprile 2009).
8. ↑  (EN) Russia's rapid reaction, su International Institute for Strategic Studies, settembre 2008. URL consultato il 31 marzo 2021 (archiviato dall'url originale il 21 ottobre 2008).
9. ↑  (RU) Расстановка сил [Allineamento di forze], su Lenta.Ru, 8 agosto 2008. URL consultato il 31 marzo 2021 (archiviato dall'url originale il 9 agosto 2008).
10. ↑  (EN) Abkhazia: Moscow sends troops into second enclave, su The Guardian, 11 agosto 2008. URL consultato il 31 marzo 2021.
11. ↑  Report, p. 214.
12. 1 2 3 4  (EN) Human Rights Watch – Appendix (PDF), su Human Rights Watch, 2008. URL consultato il 31 marzo 2021 (archiviato dall'url originale il 12 ottobre 2017).
13. ↑  (EN) Full scale war: Georgia fighting continues over South Ossetia, su Die Welt, 9 agosto 2008. URL consultato il 31 marzo 2021.
14. 1 2  The Tanks of August, pp. 130-135.
15. ↑  (EN) Russia lost 64 troops in Georgia war, 283 wounded, su Reuters, 21 febbraio 2009. URL consultato il 31 marzo 2021.
16. ↑  Report, p. 224.
17. 1 2  The Tanks of August, p. 137.
18. 1 2 3  The Tanks of August, pp. 136-137.
19. ↑  (RU) Юрий ТАНАЕВ: "Грузинская сторона по моральному духу и боеготовности не готова к активным действиям [Yuri TANAEV: "I georgiani non sono pronti per l'iniziativa in termini di morale e prontezza al combattimento"], su Osetia.ru, 11 aprile 2009. URL consultato il 31 marzo 2021 (archiviato dall'url originale il 28 luglio 2013).
20. ↑  (EN) Abkhaz Open 'Second Front', su Institute for War and Peace Reporting, 14 agosto 2008. URL consultato il 31 marzo 2021 (archiviato dall'url originale il 14 agosto 2008).
21. 1 2  (EN) List of Casualties among the Georgian Military Servicemen, su Ministry of Defence of Georgia. URL consultato il 31 marzo 2021 (archiviato dall'url originale il 7 giugno 2012).
22. 1 2 3 4 5  (EN) BASIC FACTS: CONSEQUENCES OF RUSSIAN AGGRESSION IN GEORGIA, su Ministry of Foreign Affairs of Georgia. URL consultato il 31 marzo 2021 (archiviato dall'url originale il 2 agosto 2014).
23. 1 2  (RU) Мы полагаем, что мы в полной мере доказали состав преступления [Crediamo di aver pienamente dimostrato il corpus delicti], su Interfax, 3 luglio 2009. URL consultato il 31 marzo 2021 (archiviato dall'url originale il 16 maggio 2011).
24. ↑  (EN) Deceased victims list", su Ossetia-war.com. URL consultato il 31 marzo 2021 (archiviato dall'url originale l'11 maggio 2009).
25. ↑  (RU) Список погибших граждан Южной Осетии на 04.09.08 [Elenco dei cittadini morti dell'Ossezia meridionale il 04.09.08], su osetinfo.ru, 4 settembre 2008. URL consultato il 31 marzo 2021 (archiviato dall'url originale il 5 settembre 2008).
26. ↑  (EN) A Summary of Russian Attack, su Ministry of Foreign Affairs of Georgia. URL consultato il 31 marzo 2021 (archiviato dall'url originale il 2 agosto 2014).
27. ↑  (EN) Post-Mortem on Europe's First War of the 21st Century (PDF) [collegamento interrotto], in Centre for European Policy Studies, n. 167, agosto 2008. URL consultato il 31 marzo 2021.
28. ↑  (EN) Russia's Poor Excuse for Invading Georgia, in CBS, 7 novembre 2008. URL consultato il 31 marzo 2021.
29. ↑  (EN) Why Putin Went to War, and What Happens Next, in Newsweek, 22 agosto 2008. URL consultato il 31 marzo 2021.
30. ↑  (EN) How a Five-Day War With Georgia Allowed Russia to Reassert Its Military Might, su history.com, History, 4 settembre 2018. URL consultato il 31 marzo 2021.
31. ↑  (EN) Russia guilty of violations during 2008 war with Georgia, says Europe's top court, su Euronews, 26 gennaio 2021. URL consultato il 9 ottobre 2021.
32. ↑  (EN) Russia 'shot down Georgia drone', su BBC, 21 aprile 2008. URL consultato il 4 marzo 2022.
33. ↑  (EN) Russia's Moves Add To Strains With Georgia, su The Washington Post, 30 aprile 2008. URL consultato il 4 marzo 2022.
34. ↑  (EN) UN Probe Says Russian Jet Downed Georgian Drone, su Civil.ge, 26 maggio 2008. URL consultato il 4 marzo 2022.
35. ↑  (EN) Independent International Fact-Finding Mission on the Conflict in Georgia (PDF), su mpil.de, vol. 2, 2009,  p. 204. URL consultato il 15 febbraio 2022.
36. ↑  The Tanks of August, p. 44.
37. ↑  (EN) Countdown in the Caucasus: Seven days that brought Russia and Georgia to war, su Financial Times, 26 agosto 2008. URL consultato il 13 ottobre 2021 (archiviato dall'url originale il 20 settembre 2008).
38. ↑  (EN) Is The Clock Ticking For Saakashvili?, su Radio Free Europe, 12 settembre 2008. URL consultato il 31 marzo 2021.
39. ↑  (EN) Smoldering Feud, Then War, su The Wall Street Journal, 16 agosto 2008. URL consultato il 31 marzo 2021.
40. ↑  (EN) Georgia calls on EU for independent inquiry into war, su The Guardian, 19 novembre 2008. URL consultato il 31 marzo 2021.
41. ↑  (EN) The Conflict Between Russia and Georgia, su Parlamento del Canada, 13 febbraio 2009. URL consultato il 31 marzo 2021 (archiviato dall'url originale il 2 gennaio 2016).
42. ↑  (EN) West told Ukraine to abandon Crimea, document says, su EUobserver, 24 febbraio 2016. URL consultato il 31 marzo 2021.
43. ↑  (EN) Eyewitness Accounts Confirm Shelling Of Georgian Villages, su Radio Free Europe, 14 novembre 2008. URL consultato il 31 marzo 2021.
44. 1 2  (EN) Competing Powers: U.S.-Russian Relations, 2006–2016 (PDF), in Swedish Defence University, 12 settembre 2016,  p. 50. URL consultato il 31 marzo 2021 (archiviato dall'url originale il 22 gennaio 2017).
45. ↑  (EN) Marcel H. Van Herpen, Putin's Wars: The Rise of Russia's New Imperialism, Rowman & Littlefield, 2014,  p. 214, ISBN 9781442231382. URL consultato il 13 ottobre 2021.
46. ↑  (EN) THE GOALS BEHIND MOSCOW’S PROXY OFFENSIVE IN SOUTH OSSETIA, in Eurasia Daily Monitor, vol. 5, n. 152, 8 agosto 2008. URL consultato il 13 ottobre 2021 (archiviato dall'url originale il 3 marzo 2016).
47. ↑  (EN) Georgian conflict puts U.S. in middle, su Chicago Tribune, 9 agosto 2008. URL consultato il 13 ottobre 2021 (archiviato dall'url originale il 16 ottobre 2014).
48. 1 2  (EN) Russian Federation: Legal Aspects of War in Georgia, su Biblioteca del Congresso. URL consultato il 31 marzo 2021.
49. ↑  (FR) MISSION D’ENQUÊTE INTERNATIONALE INDÉPENDANTE SUR LE CONFLIT EN GÉORGIE (PDF), su echr.coe.int,  p. 10. URL consultato il 15 febbraio 2022.
50. ↑  (EN) Moscow Claims Media War Win, su The Moscow Times, 17 novembre 2008. URL consultato il 31 marzo 2021 (archiviato dall'url originale il 23 maggio 2012).
51. ↑  Chifu, pp. 53-54.
52. ↑  Laaneots, pp. 56-57.
53. ↑  (EN) "Little Green Men": A Primer on Modern Russian Unconventional Warfare, Ukraine 2013–2014 (PDF), in United States Army Special Operations Command, 2016,  p. 14. URL consultato il 31 marzo 2021 (archiviato dall'url originale il 17 aprile 2016).
54. ↑  (EN) Russia resurgent? Moscow's campaign to 'coerce Georgia to peace' (PDF), su International Affairs, vol. 84, n. 6, 2008,  pp. 1145-1171. URL consultato il 31 marzo 2021 (archiviato dall'url originale il 17 giugno 2011).
55. ↑   Inimicizie, Georgia 2008: I carri di agosto, su Inimicizie, 10 marzo 2022. URL consultato il 26 ottobre 2022.
56. ↑  (EN) Civilians in the line of fire: The Georgia-Russia conflict (PDF), su Amnesty International, 18 novembre 2008. URL consultato il 31 marzo 2021 (archiviato dall'url originale il 12 dicembre 2008).
57. ↑  (EN) Status of internally displaced persons and refugees from Abkhazia, Georgia, and the Tskhinvali region/ South Ossetia, Georgia, su Organizzazione delle Nazioni Unite, 7 maggio 2014. URL consultato il 31 marzo 2021.
58. ↑  (EN) Georgia accuses Russia of violating international law over South Ossetia, su The Guardian, 14 luglio 2015. URL consultato il 31 marzo 2021.
59. ↑  (EN) Strasbourg court rules Russia has ‘direct control’ over Abkhazia, South Ossetia, su Euractiv, 21 gennaio 2021. URL consultato il 9 ottobre 2021.
60. ↑  (EN) UN Secretary General Ban Ki-moon voices grave concern over violence in South Ossetia, su ITAR-TASS, 7 agosto 2008. URL consultato il 31 marzo 2021 (archiviato dall'url originale il 13 agosto 2008).
61. ↑  (FR) La Géorgie et la Russie s'affrontent pour le contrôle de l'Ossétie du Sud [Georgia e Russia si scontrano per il controllo dell'Ossezia meridionale], su Le Monde, 8 agosto 2008. URL consultato il 31 marzo 2021.
62. ↑  (EN) Statement by the NATO Secretary General on events in South Ossetia, su NATO, 8 agosto 2008. URL consultato il 31 marzo 2021.
63. ↑  (ES) Comunicado de Prensa [Comunicato stampa], su Governo dell'Argentina. URL consultato il 31 marzo 2021 (archiviato dall'url originale il 10 agosto 2008).
64. ↑  (EN) Azerbaijani Foreign Ministry: "Georgia's actions comply with international law", su Today.Az, 8 agosto 2008. URL consultato il 31 marzo 2021.
65. ↑  (PT) Conflito na Ossétia do Sul [Conflitto in Ossezia meridionale], su Ministero degli affari esteri (Brasile), 8 agosto 2008. URL consultato il 31 marzo 2021 (archiviato dall'url originale il 28 agosto 2008).
66. ↑  (EN) Foreign Ministry Spokesperson Qin Gang's Remarks on the Conflicts in South Ossetia, su Fmprc.gov.cn, 10 agosto 2008. URL consultato il 31 marzo 2021 (archiviato dall'url originale il 12 agosto 2008).
67. ↑  (EN) Statement of the Czech Republic on the escalation of the conflict in South Ossetia/Georgia, su Mzv.cz, 8 agosto 2008. URL consultato il 31 marzo 2021 (archiviato dall'url originale il 18 agosto 2008).
68. ↑  (EN) Cuba backs Cold War ally Russia on Georgia actions, su Reuters, 11 agosto 2008. URL consultato il 31 marzo 2021.
69. ↑  (DA) Fogh støtter Georgien [Fogh supporta la Georgia], su Dr.dk, 9 agosto 2008. URL consultato il 31 marzo 2021.
70. ↑  (DE) Georgien/Südossetien: Steinmeier entsetzt über die eskalierende Gewalt [Georgia/Ossezia del Sud: Steinmeier scioccato dall'intensità della violenza], su auswaertiges-amt.de, 8 agosto 2008. URL consultato il 31 marzo 2021 (archiviato dall'url originale il 19 agosto 2008).
71. ↑  (IS) Yfirlýsing vegna ástandsins í Suður-Ossetíu [Dichiarazione riguardo alla situazione in Ossezia del Sud], su Utanrikisraduneyti.is, 8 agosto 2008. URL consultato il 31 marzo 2021 (archiviato dall'url originale il 17 novembre 2008).
72. ↑  (EN) Differences emerge in Europe of a response to Georgia conflict, su The New York Times, 12 agosto 2008. URL consultato il 31 marzo 2021.
73. ↑  (NO) Stoltenberg ber om forhandlinger [Stoltenberg chiede che ci siano trattative], su Aftenposten.no. URL consultato il 31 marzo 2021 (archiviato dall'url originale il 29 giugno 2011).
74. ↑  (RO) COMUNICAT DE PRESĂ (12 august 2008) [COMUNICATO STAMPA (12 agosto 2008)], su Presidente della Romania, 12 agosto 2008. URL consultato il 31 marzo 2021 (archiviato dall'url originale il 28 agosto 2008).
75. ↑  (EN) Latest On Georgia: Continued Heavy Fighting (FCO), su Scoop.co.nz, 11 agosto 2008. URL consultato il 31 marzo 2021.
76. ↑  (EN) Turkey urges cease-fire in South Ossetia, su The Jerusalem Post, 8 agosto 2008. URL consultato il 31 marzo 2021.
77. ↑  (EN) Turkey agrees to supply Georgia electricity, su Reuters, 8 agosto 2008. URL consultato il 31 marzo 2021.
78. ↑  (EN) Pope calls for halt to fighting over South Ossetia, su Reuters, 10 agosto 2008. URL consultato il 31 marzo 2021.